# Elenoire Casalegno
Elenoire Casalegno (Savona, 28 de mayo de 1976) es una presentadora de televisión y actriz italiana.

## Biografía
Nacida en Savona, en 1994 Casalegno inició su carrera a los 17 años como modelo de pasarela.  En 1994, tras ganar el concurso de belleza Look of the Year, debutó como presentadora de un programa musical. 
Tiene una hija de una relación con el músico DJ Ringo. En 2014 se casó con Sebastiano Lombardi, del que se divorció tres años después. 

## Trayectoria

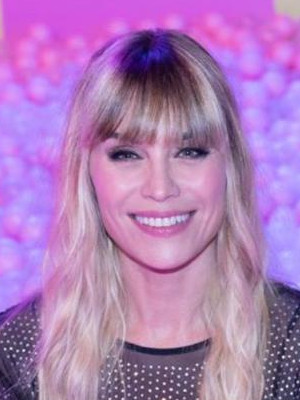
Imagen de Casalegno en 2023.

Durante su carrera, Casalegno presentó varios programas, entre ellos el programa de entrevistas deportivas Pressing, junto a Raimondo Vianello, el programa de variedades Scherzi a parte y la edición de 1998 del Festivalbar . Como actriz, interpretó a Poppaea Sabina en la comedia SPQR de 1998 transmitida por Italia 1 . 

## Filmografía

### Cine
- Paparazzi, dirigida por Neri Parenti (1998)
- Raccontami una storia, dirigida por Francesca Elia (2006)

### Televisión
- S.P.Q.R. – serie TV (1998)

### Videos
- Domani è un altro giorno de Enrico Ruggeri (1997)
- Non amarmi così de La Fame di Camilla (2010)